# Gruppo Sportivo Cotoniere Angri 1931-1932
Questa pagina raccoglie i dati riguardanti il Gruppo Sportivo Cotoniere Angri nelle competizioni ufficiali della stagione 1931-1932.

## Rosa
| N. |                   | Ruolo | Calciatore       |
| -- | ----------------- | ----- | ---------------- |
|    | Italia (bandiera) | D     | Carlo Ceresole   |
|    | Italia (bandiera) | A     | Ciofi            |
|    | Italia (bandiera) | C     | D'Amore          |
|    | Italia (bandiera) | D     | Ettore Di Liegro |
|    | Italia (bandiera) | P     | Favi             |
|    | Italia (bandiera) | A     | Negri            |

| N. |                   | Ruolo | Calciatore       |
| -- | ----------------- | ----- | ---------------- |
|    | Italia (bandiera) | D     | Granata          |
|    | Italia (bandiera) | C     | Maurino          |
|    | Italia (bandiera) | D     | Gennaro Rescigno |
|    | Italia (bandiera) | C     | Stanzione        |
|    | Italia (bandiera) | C     | Vitale           |